# Холмогоров, Михаил Семёнович
Михаил Семёнович Холмогоров (1805—1853) — ординарный профессор Казанской духовной академии, переводчик творений Святых Отцов.

## Биография
Родился в 1805 году в семье причетника села Ведерницы Дмитровского уезда Московской губернии. 
В 1828 году окончил Вифанскую духовную семинарию и поступил в Московскую духовную академию, из которой был выпущен в 1832 году со степенью магистра богословия. В том же году был назначен преподавателем гражданской истории и греческого языка в Нижегородской духовной семинарии, где состоял и помощником инспектора. 
В 1833 году он был переведён в Московскую духовную семинарию, в которой, кроме преподавания, занял должность библиотекаря, а с июня 1838 года — второго помощника инспектора. 
В 1840 году, вследствие произведённой тогда обер-прокурором Св. Синода графом Н. А. Протасовым духовно-учебной реформы, Холмогорову пришлось преподавать в семинарии такие разнородные предметы, как патристика, сельское хозяйство, гомилетика, греческий и немецкий языки, но с 1841 года за ним осталось лишь преподавание логики, психологии и патристики. 
Для вновь открывающейся Казанской духовной академии, 9 октября 1842 года М. С. Холмогоров был определён ординарным профессором по кафедре словесности, причём на него было возложено также преподавание латинского языка и заведование академической библиотекой. Здесь он не проявлял особого рвения: читал лекции по чужим запискам, часто пропускал лекции. В феврале 1844 года подал прошение о перемещении его, по болезни в Московскую епархию и 27 сентября того же года был назначен на должность наставника Вифанской духовной семинарии по предметам риторики, латинского языка и священного писания, с сохранением звания профессора. Но уже в 1845 году по болезни уволился от училищной службы.
До самой смерти проживал в Сергиевом Посаде и в Троице-Сергиевой лавре, не имея определённых занятий. Занимался случайными и неважными, почти исключительно переводными работами. Так, им были переведены некоторые части творений Святых Отцов с греческого для журнала: «Творения св. отцев в русском переводе», издававшиеся при Московской духовной академии. В 1846 году он перевёл с греческого, для открытого близ лавры в 1844 году Гефсиманского скита, «Службу Успению Пресвятыя Богородицы», вышедшую в печати лишь в 1872 году под другим заглавием Переводил он также и с латинского языка некоторые части из творений блаженного Августина и преподобного Кассиана Римлянина. В 1902 году было напечатано исследование Холмогорова: «Учение святого Иоанна Дамаскина об иконопочитании» (Казань: типо-лит. Ун-та, 1902. — 18 с.).
В мае 1851 года подал прошение о принятии его в число братства Троице-Сергиевой лавры, но в монашество не был пострижен. Умер 1 (13) января 1853 года. Митрополит Филарет высоко ценил его способности и труды и выразил сожаление по поводу его преждевременной кончины. 